# Mare Boreum
Mare Boreum  è una caratteristica di albedo della superficie di Marte.